# Бразилска социалдемократическа партия
Бразилската социалдемократическа партия (на португалски: Partido da Social Democracia Brasileira) е центристка социаллиберална политическа партия в Бразилия.
Тя е основана на 25 юни 1988 година като социалдемократическа, но през следващите години, ръководена от Фернанду Енрики Кардозу, президент през 1995-2002 година, заема по-десни позиции и играе активна роля в провеждането на либерални икономически реформи в страната. След 2002 година партията е основната опозиционна сила, противопоставяща се на управлението, доминирано от Партията на работниците.
1. ↑  www.tse.jus.br //   Висш електорален съд.  Архивиран от оригинала на 9 май 2019 г. Посетен на 21 юни 2019 г.